# Sebi Jaeger
Sebi Jaeger  (* 29. April 1987 in Berlin) ist ein deutscher Tänzer. Er ist Mitglied der Flying Steps.

## Leben
Im Alter von 14 Jahren begeisterte sich Jaeger durch Videoclips auf MTV und VIVA von den Flying Steps für Breakdance. 
Mit dem BMXer Chris Böhm trat er in TV total, Got To Dance, Das Super Talent und KiKA auf. 
Nach einer Nebenrolle 2011 in Beat the World spielte er im Kinofilm Dessau Dancers 2014 den Jugendlichen „Michel“.

## Filmographie (Auswahl)

### Filme / Serien
- 2011 Beat the World
- 2014 Dessau Dancers
- 2018 Crews&Gangs
- 2023 Der Greif (Fernsehserie)